# امپدانس مشخصه

یک خط انتقال با دو سیم سیاه نشان داده شده‌است. در فاصلهٔ x خط فازور جریان و اختلاف پتانسیل و I(x) و V(x) موجود است. اگر امپدانس مشخصهء خط باشد، آنگاه برای یک موج راستگرد، یا برای یک موج چپگرد.

امپدانس مشخصه یا امپدانس موج یک خط انتقال، با Z0نمایش داده می‌شود و عبارت است از نسبت اندازه ولتاژ به جریان موج جاری در خط. در نبود موج بازتاب در جهت دیگر. امپدانس مشخصه با توجه به هندسه و جنس خط انتقال مشخص می‌شود. واحد SI امپدانس مشخصه اهم است.
امپدانس مشخصه یک خط انتقال بدون تلفات به‌طور خالص مقاومتی است و هیچ مولفهٔ راکتیوی ندارد. توان الکتریکی که از یک سمت خط تغذیه می‌شود از طریق خط منتقل می‌شود بدون اینکه در خط تلف شود. یک خط انتقال با طول محدود (با یا بدون تلفات) که انتهای آن مقاومتی برابر با امپدانس مشخصه از دید منبع باشد مشابه یک خط انتقال نامحدود عمل می‌کند. در این حالت پایانهٔ خط بازتاب نمی‌کند.

## مدل خط انتقال

نمایش ترسیمی اجزای اساسی یک خط انتقال

امپدانس مشخصه خط انتقال عبارت است از نسبت اندازه ولتاژ به جریان موج جاری در خط. در حالت کلی وقتی موج به انتهای خط می‌رسد بازتاب موج در جهت معکوس بازمی‌گردد. وقتی این موج به منبع می‌رسد دو موج با هم جمع می‌شود و نسبت ولتاژ به جریان در سر ورودی خط دیگر نشان دهندهٔ امپدانس مشخصه نخواهد بود. این نسبت جدید را امپدانس ورودی گویند. امپدانس ورودی یک خط نامحدود برابر با امپدانس مشخصهٔ آن خط است چون موج منتقل شده بازتاب نمی‌شود. می‌توان گفت: امپدانس مشخصهٔ یک خط انتقال برابر با امپدانسی است که اگر در انتهای خط قرار گیرد امپدانس ورودی با آن برابر می‌شود؛ که به خاطر نبود بازتاب موج در حالتی که خط به امپدانس مشخصه اش ختم می‌شود، است.
با استفاده از مدل خط انتقال بر مبنای معادلات تلگرافچی، رابطهٔ کلی امپدانس مشخصه خط انتقال عبارت است از:
{\displaystyle Z_{0}={\sqrt {\frac {R+j\omega L}{G+j\omega C}}}}
که
{\displaystyle R} مقاومت در واحد طول،
{\displaystyle L} اندوکتانس در واحد طول،
{\displaystyle G} کنداکتانس دی الکتریک در واحد طول،
{\displaystyle C} کاپاسیتانس در واحد طول،
{\displaystyle j} واحد موهومی
{\displaystyle \omega } بسامد زاویه‌ای.
همچنین خط با طول نا محدود فرض می‌شود چون همهٔ اجزاء به در واحد طول داده شده‌اند بنا بر این امپدانس مشخصه مستقل از طول خط است.
رابطهٔ فازور ولتاژ و جریان با امپدانس مشخصه:
{\displaystyle {\frac {V^{+}}{I^{+}}}=Z_{0}=-{\frac {V^{-}}{I^{-}}}}
که بالانویس های{\displaystyle +} و {\displaystyle -} به ترتیب نشان دهندهٔ موج پیشرو یا پسرو است. یک موج انرژی در یک خط انتقال با طول محدود امپدانس Z0 را قبل از رسیدن بازتاب می‌بیند. به همین دلیل امپدانس مشخصه را امپدانس موج هم می‌گویند.

## خط بی اتلاف
برای یک خط بی اتلاف، R و G هر دو صفر اند، پس معادلهٔ ساده شدهٔ زیر را برای امپدانس مشخصه خواهیم داشت:
{\displaystyle Z_{0}={\sqrt {\frac {L}{C}}}}
جملهٔ موهومی j ساده شده‌است، که Z0را به یک عبارت حقیقی یا مقاومتی خالص تبدیل می‌کند.

## امپدانس بارگذاری موج
در انتقال انرژی الکتریکی، امپدانس مشخصهٔ خط انتقال با اصطلاح امپدانس بارگذاری موج (SIL)بیان می‌شود، یا بارگذاری طبیعی، بارگذاری توانی که در آن توان راکتیو نه تولید می‌شود و نه مصرف:
{\displaystyle {\mathit {SIL}}={\frac {{V\mathrm {LL} }^{2}}{Z_{0}}}}
در آن {\displaystyle V_{\mathrm {LL} }} ولتاژ خط به خط، به ولت است.
در صورت بارگذاری زیر sil خط تزریق توان راکتیو از خط به شبکه و افزایش ولتاژ در طول خط را خواهیم داشت؛ و در صورت بارگذاری بالای SIL خط، توان راکتیو مصرف می‌کند و افت ولتاژ در طول خط خواهیم داشت. اثر فرانتی افزایش ولتاژ در طول پایانهٔ دور خط انتقال بی بار یا با بار کم را توصیف می‌کند. کابلهای زیر زمینی معمولاً امپدانس مشخصهٔ پایینی دارند، در نتیجه در حالت SIL از ظرفیت گرمایی خط عبور می‌شود. از این رو یک کابل تقریباً همیشه یک منبع توان راکتیو است.